# برای عشق یا پول (فیلم ۱۹۹۳)
برای عشق یا پول (به انگلیسی: For Love or Money) فیلمی محصول سال ۱۹۹۳ و به کارگردانی بری ساننفلد است. در این فیلم بازیگرانی همچون مایکل جی. فاکس، گابریل انور، آنتونی هیگینز، باب بالابان، مایکل تاکر، فایووش فینکل، دن هدایا، اسحاق میزراحی، ساویرو گواروآ، پاتریک برین، سوزان بلوممارت، دبرا مانک و اودو کی‌یر ایفای نقش کرده‌اند.